# خراسانیات
خراسانیات عنوان آلبومی با صدای محمدرضا شجریان و آهنگسازی پرویز مشکاتیان است.
این آلبوم که در سال ۱۳۶۵ اجرا و ضبط شد در ۲۰ اسفند ۱۳۹۸ منتشر شد. در این اثر از اشعار باباطاهر عریان و ملک‌الشعرای بهار بهره گرفته شده‌است. اجرای موسیقی این اثر را گروه عارف بر عهده داشته‌است. در زمان انتشار این اثر، پرویز مشکاتیان در قید حیات نبوده و ده سال از مرگ او گذشته بود و محمدرضا شجریان نیز در بستر بیماری بود و هفت ماه بعد در تاریخ ۱۷ مهر ۱۳۹۹ درگذشت. محمدرضا شجریان این آلبوم را با حال و هوا و لهجه خراسانی خوانده‌استاما موسیقی آن موسیقی مقامی خراسان نیست. بخش اول این آلبوم در راست پنجگاه و بخش دوم در دشتی اجرا شده‌است. این اثر یک ساز و آواز دارد که در بخش دوم (ساز و آواز دشتستانی) قرار دارد. این ساز و آواز مربوط به یک اجرای صحنه‌ای در اروپا است، این ساز و آواز مربوط به چند سال بعد از ضبط تصانیف این آلبوم است.